# Justicia Acuña
Justicia Acuña Mena, conocida también como Justicia Espada Acuña (Santiago, 14 de enero de 1893-Santiago, 16 de agosto de 1980), fue una ingeniera civil chilena, la primera mujer con dicha profesión en su país.

## Biografía
Fue hija del constructor civil José Acuña Latorre y de Mercedes Mena Villalón. Sus padres la educaron —junto con sus cuatro hermanos y tres hermanas— en un ambiente de cooperación e igualdad de género, lo que le permitió crecer y romper con los esquemas sociales de la época.
Debido a un supuesto incidente que habría vivido su padre al ser confundido con un delincuente del mismo nombre, todos los hijos de la familia fueron inscritos con nombres y apellidos particulares. Así, los nombres y apellidos de los ocho hermanos fueron, por orden de nacimiento, Sansón Radical, Australia Tonel, Justicia Espada, Tucapel Arauco, América del Sur, Arquímides Capitán, Chile Mapocho y Grecia Brasil. A la mayoría de edad, las cuatro hermanas volvieron a tomar los apellidos de su padre y de su madre, pero los cuatro hermanos mantuvieron sus apellidos particulares.
En 1922 contrajo matrimonio con el ingeniero eléctrico y compañero de universidad, Alfredo Gajardo Contreras, con quien tuvo 7 hijos.

## Estudios y carrera profesional

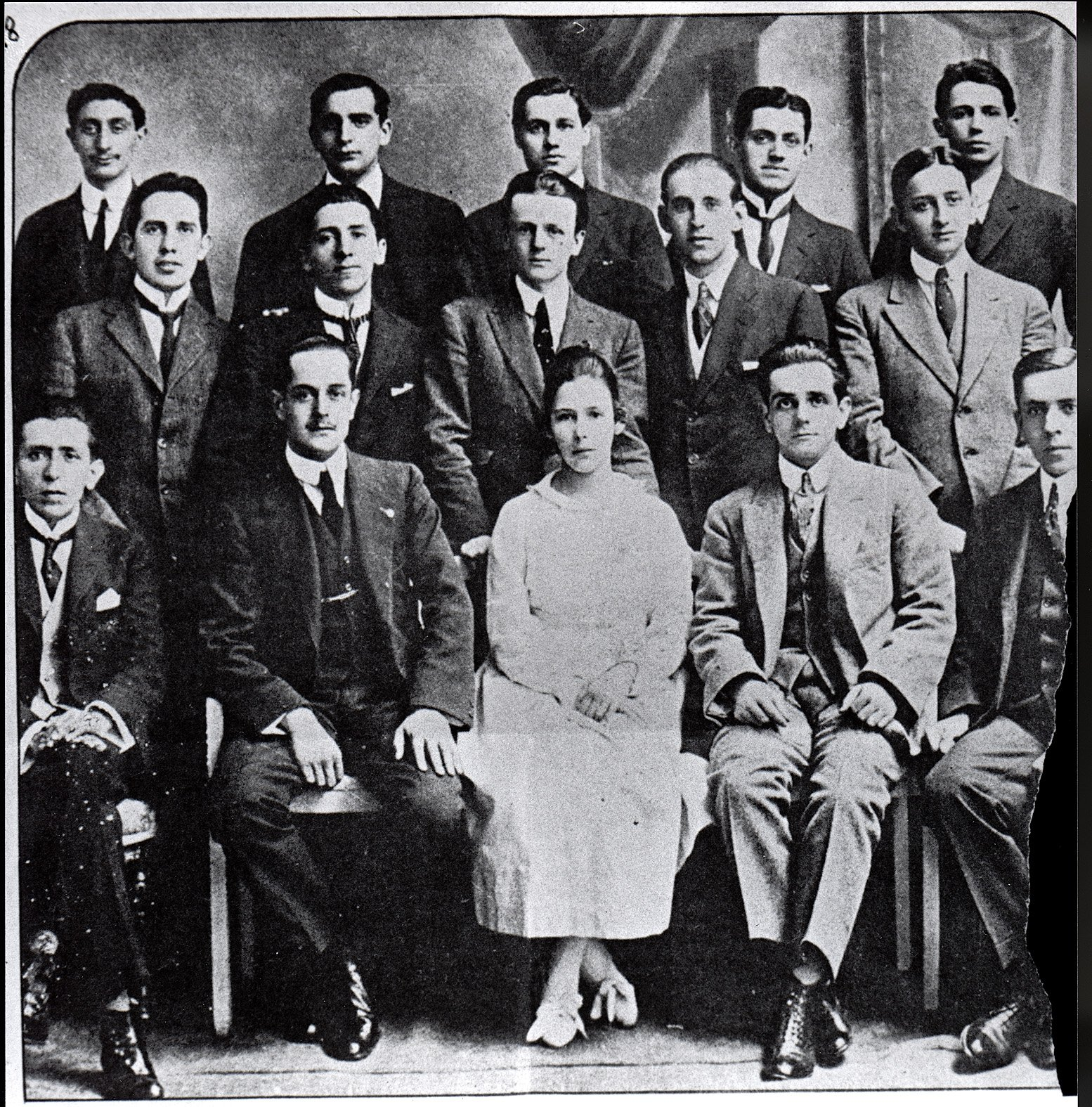
Justicia Espada y sus compañeros de generación; entre ellos, Jorge Alessandri en la fila superior, en ingeniería de la Universidad de Chile (1919).

Egresada del Liceo Superior de Niñas N.° 2 se decidió a estudiar pedagogía en matemáticas en el Instituto Pedagógico de Santiago. Al terminar el bachillerato con máxima distinción decidió estudiar Pedagogía en Matemáticas, en el Instituto Pedagógico de Santiago. Posteriormente, haciéndose valer del Decreto Amunátegui de 1877, que admitía a mujeres para profesionalizarse en las universidades del Estado, decidió ingresar a la carrera de ingeniería civil en la Universidad de Chile, donde fue aceptada.
En 1913 ingresó a la carrera de ingeniería en la Facultad de Ciencias Físicas y Matemáticas de la Universidad de Chile, siendo la única mujer entre todos los estudiantes de esa facultad. En mayo de ese mismo año, su Centro de Estudiantes le dio la bienvenida con las siguientes palabras en la revista Enerjía:

Llegó un momento en que una mujer, haciendo caso omiso a los prejuicios i añejeces i no llevando más armas que su cerebro i su carácter indomable, decidió estudiar injeniería; se presentó a bachillerato, siendo ahí distinguida i continúa ahora como alumna de la Escuela, haciendo así que el año 1913 haga época en la historia de la enseñanza de la mujer en Chile.

Además fue compañera de generación del futuro presidente Jorge Alessandri. Se tituló de ingeniero civil el 15 de diciembre de 1919 con el proyecto de titulación Proyecto de Resistencia de Materiales.
En 1920, entró como calculista de puentes a la Empresa de los Ferrocarriles del Estado y allí ejerció durante toda su vida laboralhasta jubilarse a los 61 años en 1954. Uno de sus trabajos fue el diseño del puente de la vía férrea sobre el río Malleco.

## Homenajes
Honrando su esfuerzo por la emancipación femenina, el Colegio de Ingenieros de Chile inauguró en julio de 1980 la «Galería de los Ingenieros Ilustres», en la que fue incluida, y en 1991, el Instituto de Ingenieros de Chile instituyó el premio Justicia Acuña Mena, que se otorga «cada dos años a una mujer ingeniero destacada en el ejercicio de su profesión, desde 1990».
En 2018 la Facultad de Ciencias Físicas y Matemáticas de su alma mater, a consecuencia de la revolución feminista de la escuela de ingeniería, rebautizó su torre central en honor a Justicia Acuña con el fin de poder conmemorar su paso por ésta.
El 14 de enero de 2021, Google la homenajeó con un doodle.